# Woman Hungry
Woman Hungry és una pel·lícula western estatunidenca de 1931 amb música fotografiada íntegrament en Technicolor. La pel·lícula es basava en l'obra The Great Divide (del 1906) escrita per William Vaughn Moody.
La història va ser filmada com a pel·lícula muda per MGM com The Great Divide (1925) i com un primer híbrid silenciós/so per First National també anomenat The Great Divide (1929).

## Argument
Judith Temple ha anat a Arizona per viure aventures. Mentre s'acomiada del seu germà i la seva dona, que tornen a l'Est, el doctor Neil Cranford, que està enamorat d'ella, és cridat per atendre un home ferit en una baralla al bar. Els altres tres homes implicats en la baralla, Geoffrey Bland, Joao i Kempen, s'introdueixen per força a l'habitació de la Judith i llancen els daus per veure quin la guanyarà. Ella demana a en Bland que la salvi, així que paga a un home i colpeja l'altre. Aquest s'emporta la Judith i es casa amb ella en contra la seva voluntat.

## Repartiment
- Sidney Blackmer com Geoffrey Brand
- Lila Lee com Judith Temple
- Raymond Hatton com Joao
- Fred Kohler com Kampen
- Kenneth Thomson com Leonard Temple
- Olive Tell com Betty Temple
- David Newell com Dr. Neil Cranford
- Tom Dugan com Same Beeman
- Blanche Friderici com Mrs. Temple
- J. Farrell MacDonald com Buzzard